# ZB vz. 24
ZB vz. 24 este o pușcă cu repetiție concepută și produsă în Cehoslovacia, între anii 1924 și 1942, pornind de la seria Mauser Gewehr 98. 
Puștile ZB vz. 24 au fost cumpărate și de Armata României, înaintea și în timpul celui de-al Doilea Război Mondial, aceste arme fiind fabricate în Cehoslovacia la fabrica de armament Zbrojovka Brno, apoi exportate în România.
Armele ZB vz. 24 sunt considerate ca fiind unele dintre cele mai bune arme de tip Mauser fabricate sub licență.